# Turcaret

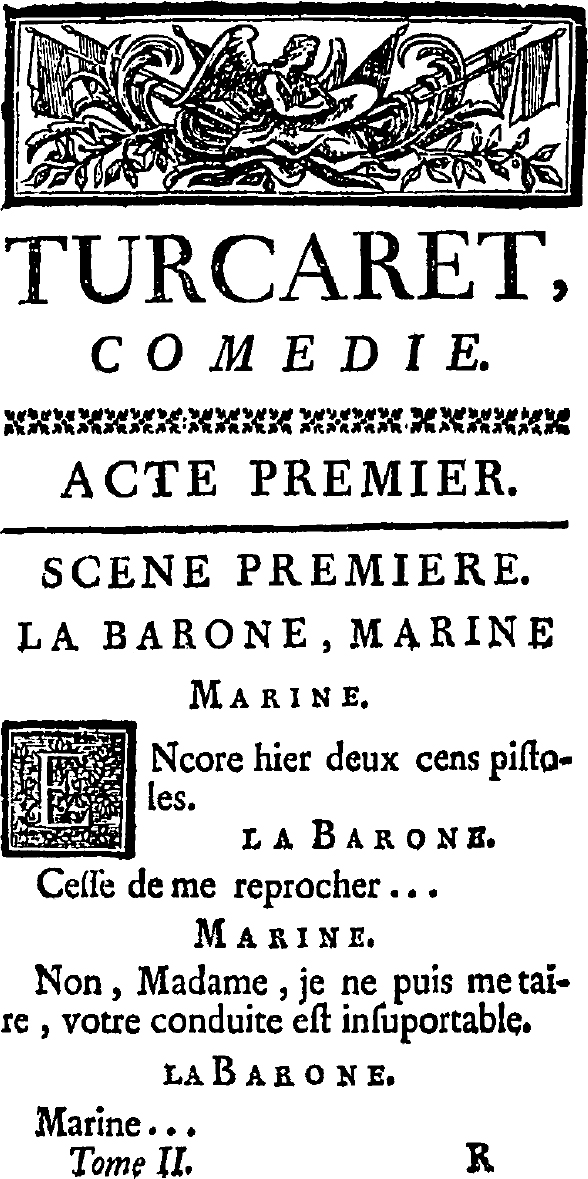
Turcaret ou le Finacier

Turcaret (Turcaret ou le Finacier, "Turccaret czyli Finansista") – komedia teatralna francuskiego pisarza Alaina-Renégo Lesage'a wystawiona 14 lutego roku 1709 w Paryżu. Była ona satyrą na finansistów francuskich. Wywołała oburzenie na dworze. Lesage uważał, że ludzie dzierżawiący od państwa podatki (Ferme générale), są bezlitosnymi chciwcami żądnymi zysku. Gorycz pisarza wywoływały też skutki głodu roku 1709.
Postać Turcareta, to postać chciwca ubiegającego się o względy kobiet z arystokracji. Turcaret jest w najwyższym stopniu bezczelny i karykaturalnie nieludzki.
Cytat z dzieła: "...ludzki, ludzki! Więc po kiegoż licha bierze się do finansów! Za ludzki, za ludzki!..."